# Prefectura apostólica de Xiangtan
La prefectura apostólica de Xiangtan o de Siangtan (en latín: Praefectura Apostolica Sinsiangensis y en chino: 天主教新乡监牧区) es una circunscripción eclesiástica de la Iglesia católica en China. Se trata de una prefectura apostólica latina, inmediatamente sujeta a la Santa Sede. Desde el 25 de abril de 2012 su administrador apostólico es el arzobispo Methodius Qu Ailin, obispo de la diócesis oficial de Hunán, aunque para el Anuario Pontificio es sede vacante desde 1965. La Asociación Patriótica Católica China elevó en 1991 la prefectura apostólica a diócesis de Xiangtan, reordenando sus límites, y en 1999, sin el asentimiento de la Santa Sede, la hizo parte de la nueva diócesis de Hunán. 

## Territorio y organización
La prefectura apostólica tiene 21 335 km² y extiende su jurisdicción sobre los fieles católicos de rito latino residentes en parte de la provincia de Hunan.
La sede de la prefectura apostólica se encuentra en la ciudad de Xiangtan, en donde se halla la Catedral del Sagrado Corazón de Jesús.
En 1950 para la prefectura apostólica el Anuario Pontificio no menciona el número de parroquias.

## Historia
La prefectura apostólica fue erigida el 1 de julio de 1937 mediante la bula Ad evangelicam veritatem del papa Pío XI, obteniendo el territorio del vicariato apostólico de Changsha (hoy arquidiócesis de Changsha).
El 13 de junio de 1947, con la carta apostólica Paternum cor, el papa Pío XII proclamó a san Antonio de Padua como patrono de la prefectura apostólica.
El 9 de agosto de 1949 el Partido Comunista de China capturó Xiangtan, se impuso en la guerra civil y proclamó la República Popular China el 1 de octubre de 1949. El 4 de septiembre de 1951 China comunista expulsó al nuncio apostólico Antonio Riberi y la Santa Sede continuó reconociendo a la República de China en Taiwán como el legítimo gobierno chino. Todos los misioneros extranjeros fueron expulsados de China comunista en 1952.
La Asociación Patriótica Católica China fue creada con el apoyo de la Oficina de Asuntos Religiosos de la República Popular de China en 1957, con el objetivo de controlar las actividades de los católicos en China. Su nombre público es Iglesia católica china y es referida como la "Iglesia oficial" en contraposición a la "Iglesia subterránea" o "Iglesia clandestina" leal a la Santa Sede.
En el período de 1966 a 1976 la Revolución Cultural se ensañó especialmente contra la religión, destruyéndose numerosas iglesias y cesaron todas las actividades religiosas en la diócesis. A principios de la década de 1980 la diócesis reanudó sus operaciones.
La Asociación Patriótica Católica China elevó en 1991 la prefectura apostólica a diócesis de Xiangtan, reordenando sus límites, y en 1999, sin el asentimiento de la Santa Sede, la hizo parte de la nueva diócesis de Hunán.
Desde la llegada al poder del Partido Comunista Chino ya no se conocen obispos para esta sede. Tras el restablecimiento de los cultos a principios de los años ochenta y la reformulación de las circunscripciones eclesiásticas por parte de la Asociación Patriótica Católica China, la antigua prefectura apostólica, junto con todas las sedes católicas de Hunan, se fusionaron para formar la "diócesis de Hunan" con sede en Changsha.
El 22 de septiembre de 2018 se firmó en Pekín el Acuerdo provisional entre la Santa Sede y la República Popular de China sobre el nombramiento de los obispos. El 22 de octubre de 2020 el acuerdo fue prorrogado por otros dos años y en octubre de 2022 por otros dos años más.
Debido a la situación particular de la Iglesia católica en China, la Santa Sede no nombra obispos para las diócesis chinas, que son sedes oficialmente vacantes incluso en presencia de obispos reconocidos por Roma.

## Estadísticas
Según el Anuario Pontificio 2002 la prefectura apostólica tenía a fines de 1950 un total de 4956 fieles bautizados.
| Año                                                                             | Población            | Población | Población      | Sacerdotes | Sacerdotes    | Sacerdotes    | Bautizados por sacerdote | Diáconos permanentes | Religiosos | Religiosos | Parroquias |
| Año                                                                             | Bautizados católicos | Total     | % de católicos | Total      | Clero secular | Clero regular | Bautizados por sacerdote | Diáconos permanentes | Varones    | Mujeres    | Parroquias |
| ------------------------------------------------------------------------------- | -------------------- | --------- | -------------- | ---------- | ------------- | ------------- | ------------------------ | -------------------- | ---------- | ---------- | ---------- |
| 1950                                                                            | 4956                 | 4 000     | 0.1            | 12         | 1             | 11            | 413                      |                      |            | 4          |            |
| Fuente: Catholic-Hierarchy, que a su vez toma los datos del Anuario Pontificio. |                      |           |                |            |               |               |                          |                      |            |            |            |

## Episcopologio
- Pacifico Calzolari, O.F.M. † (8 de abril de 1938-1965 falleció)
  - Sede vacante